# Tualatin (Oregon)
Tualatin (/tuˈɔːlətɪn/) ist eine Stadt, die hauptsächlich im Washington County im US-Bundesstaat Oregon liegt. Ein kleiner Teil der Stadt befindet sich auch im benachbarten Clackamas County. Sie hatte 2020 laut US-Census 27.942 Einwohner  und liegt in der Metropolregion Portland (Metropolitan Statistical Area Portland-Vancouver-Hillsboro).

## Geschichte
Der Name der Stadt stammt vom Tualatin River, der den größten Teil der nördlichen Stadtgrenze entlang fließt. Es ist wahrscheinlich ein indianisches Wort, das "faul" oder "träge", aber möglicherweise auch "baumlose Ebene" für die Ebene in der Nähe des Flusses oder "gegabelt" für seine vielen Nebenflüsse bedeutet. Laut Oregon Geographic Names wurde am 5. November 1869 ein Postamt mit der Schreibweise Tualitin eingerichtet und die Schreibweise 1915 in Tualatin geändert.
In den 1850er Jahren wurde die Siedlung zunächst Galbreath genannt, nach ihrem Gründer Samuel Galbreath. 1853 baute Galbreath die erste Brücke über den Tualatin River, und die Stadt wurde als Bridgeport bekannt. In den 1880er Jahren plante John Sweek eine Stadt rund um das neue Eisenbahndepot und nannte die Stadt Tualatin. Der Ort wurde 1913 als City of Tualatin zur Stadt erhoben. Ab den 1970er Jahren erlebte sie als Vorstadt von Portland einen rasanten Bevölkerungszuwachs.

## Demografie
Nach der Schätzung von 2019 leben in Tualatin 27.837 Menschen. Die Bevölkerung teilte sich im selben Jahr auf in 83,0 % Weiße, 2,1 % Afroamerikaner, 0,8 % amerikanische Ureinwohner, 3,7 % Asiaten, 1,2 % Ozeanier und 4,5 % mit zwei oder mehr Ethnizitäten. Hispanics oder Latinos aller Ethnien machten 16,6 % der Bevölkerung von Tualatin aus. Das mittlere Haushaltseinkommen lag bei 85.772 US-Dollar und die Armutsquote bei 10,2 %.
| Jahr | Einwohner¹ |
| ---- | ---------- |
| 1970 | 750        |
| 1980 | 7.348      |
| 1990 | 15.013     |
| 2000 | 22.791     |
| 2010 | 26.054     |
| 2020 | 27.942     |

¹ 1970 – 2020: Volkszählungsergebnisse

## Wirtschaft
Tualatin hat den Charakter einer Vorstadt. Mit dem Bridgeport Village besitzt die Stadt eine gehobene Einkaufszone, die Anfang 2005 eröffnet wurde.

## Infrastruktur
Die Stadt ist dank des Nahverkehrssystems Trimet per Bahn und Bus mit Portland und den umliegenden Gemeinden verbunden.

## Söhne und Töchter der Stadt
- Payton Pritchard (* 1998), Basketballspieler
- Jordan Chiles (* 2001), Turnerin

## Galerie

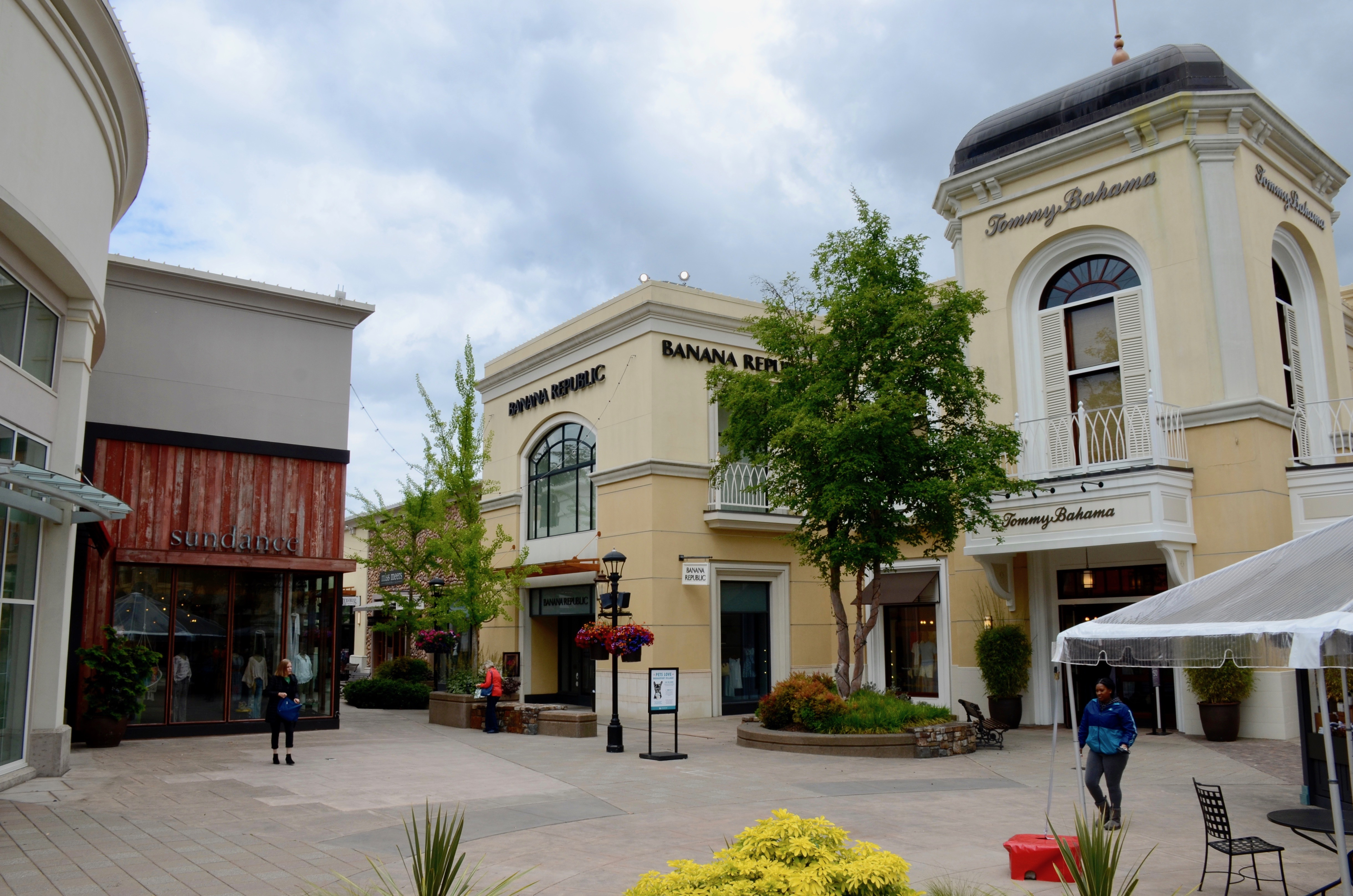
Bridgeport Village
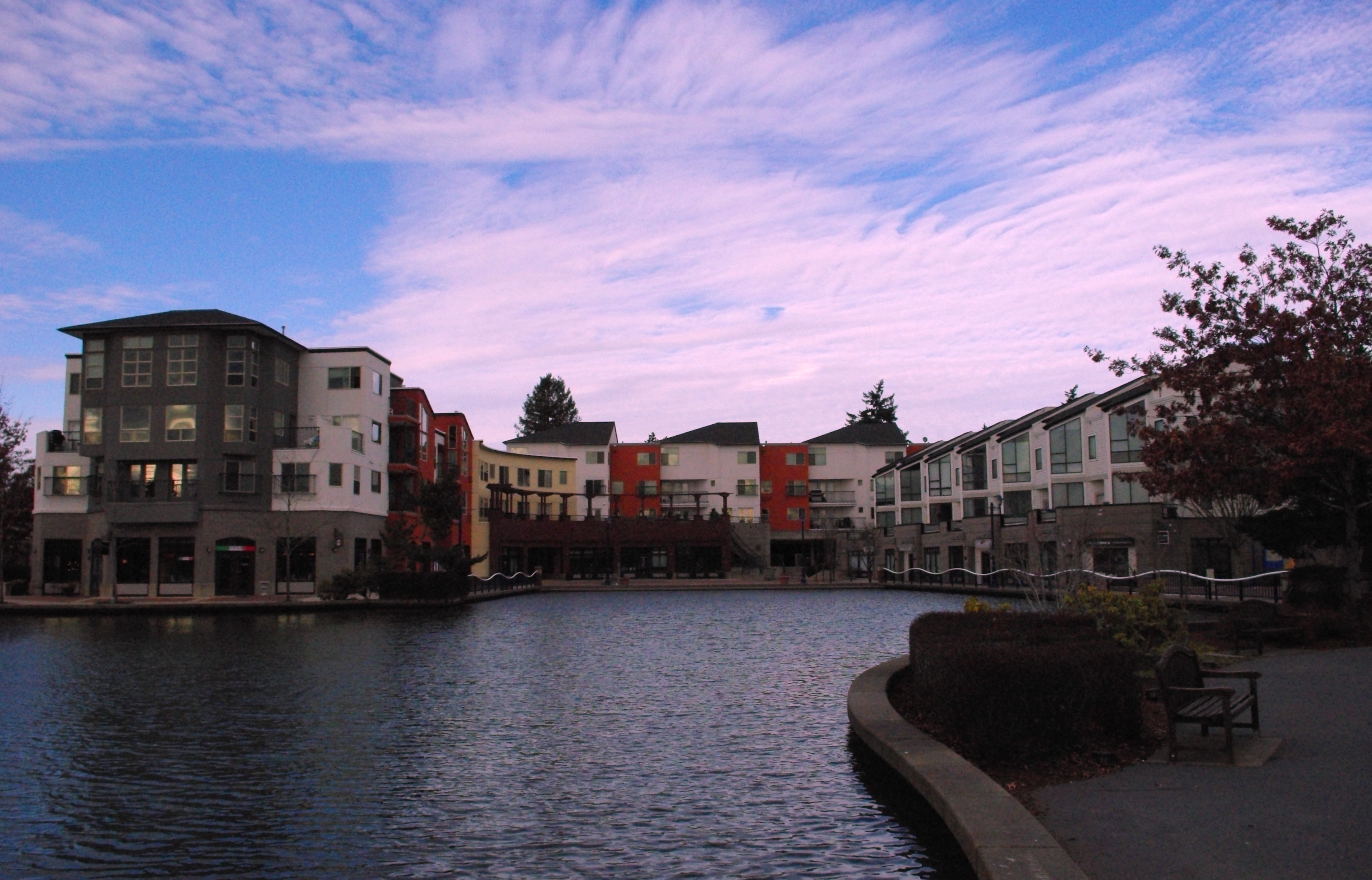
Tualatin Commons
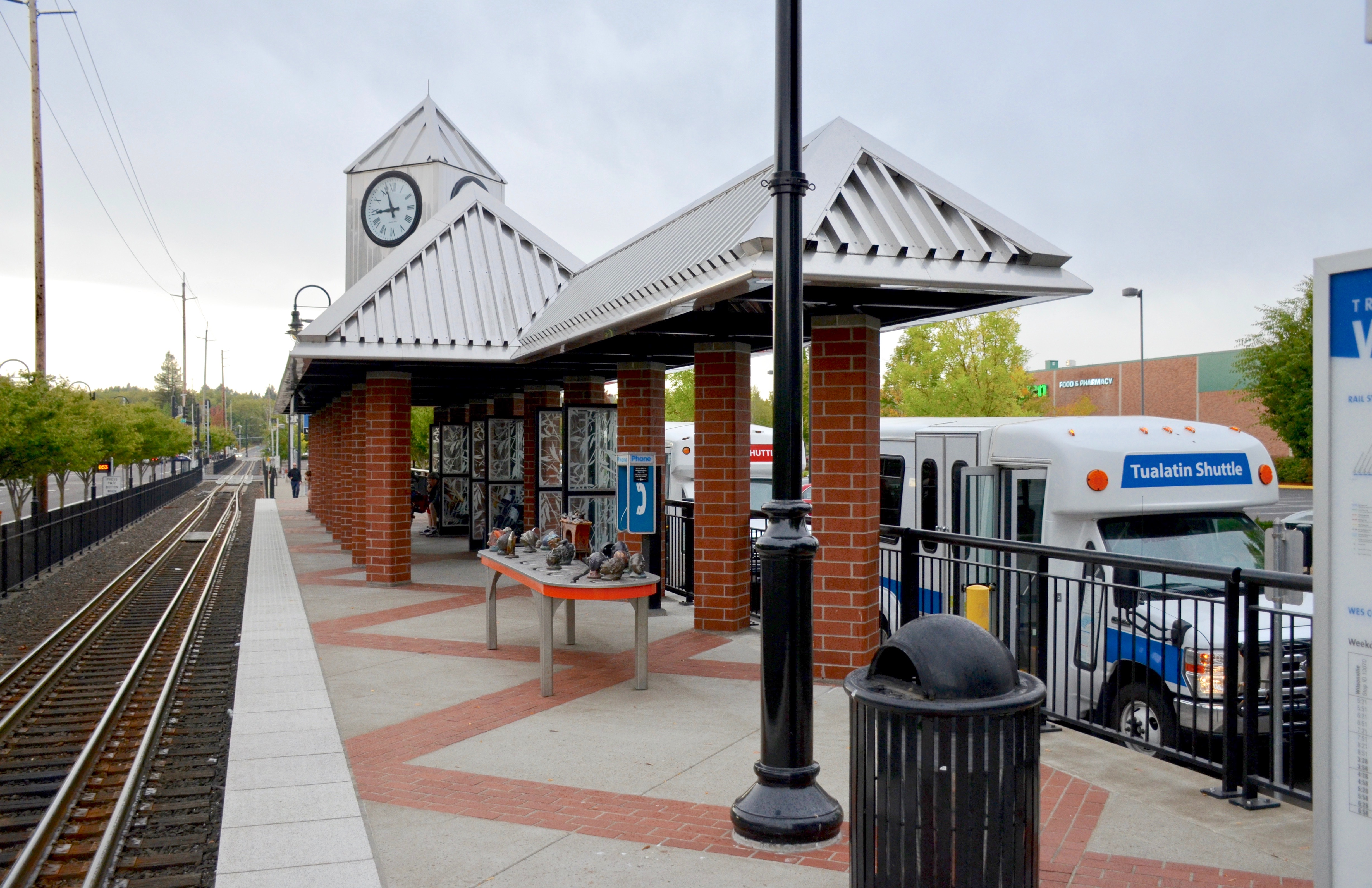
Tualatin Station